# سيد أمير الدين كيدواي

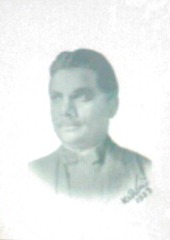
سيد أمير الدين كيدواي.

كان سيد أمير الدين كيدواي (1901 في بارابانكي، مقاطعة يونايتد، الهند - 21 أغسطس 1973 في لاهور، باكستان) داعية نشطاً داخل الحركة الباكستانية ومصمم علم باكستان.